# Jacob Coning

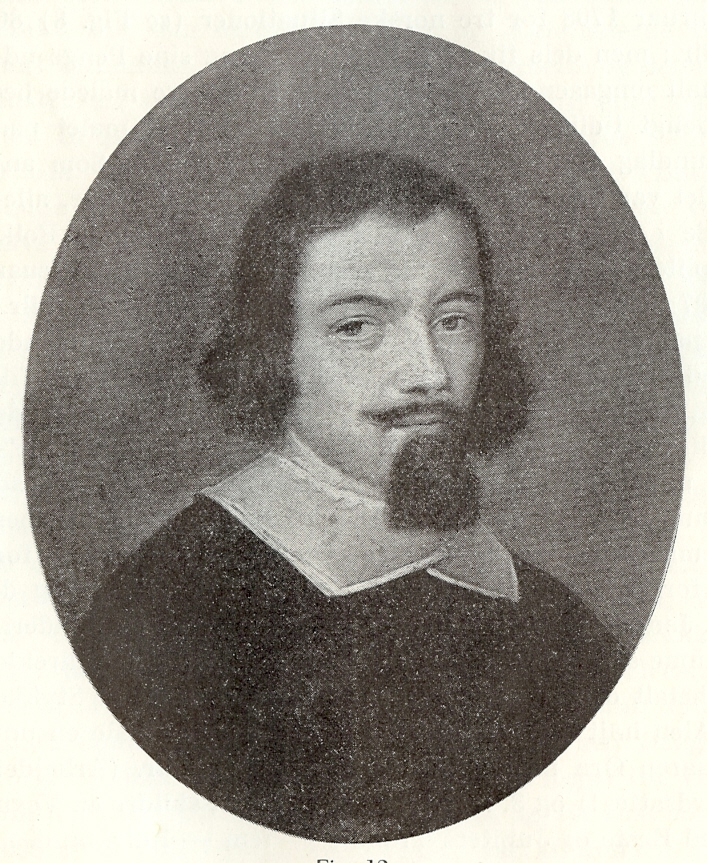
Zelfportret

Jacob Coning (Den Haag, circa 1648 – Kopenhagen, 1 juli 1724) was een Noord-Nederlands en Deens schilder, hofschilder, decoratieschilder en tekenaar.
Als zoon van Jacob Koninck (I) en Susanna Dalbernij verhuisde hij in 1658 met zijn ouders naar Amsterdam, waar hij het schildersvak leerde van zijn vader en Adriaen van de Velde. In 1676 vertrok hij naar Kopenhagen, waar hij na problemen met het schildersgilde in 1677 van de Deense koning Christian V toestemming kreeg om zich als vrij kunstenaar te vestigen. In 1680 trad hij officieel in dienst van de koning. Jacob Coning trouwde in 1679 met Dorothea Tranberg, hofdame van koningin Charlotte Amalie, met wie hij meerdere kinderen kreeg. Na haar overlijden hertrouwde hij met Catharina Hindael.
Hij werkte vanaf ca. 1680 op het kasteel in Kopenhagen. In 1690 werd hij burger van Kopenhagen, en tussen 1698 en 1699 maakte hij een door de koning betaalde reis naar Noorwegen om stadsgezichten en kastelen te schilderen van plaatsen die de koning had bezocht tijdens zijn reis in 1685.
Na 1700 hield hij zich grotendeels bezig met puur ambachtelijk werk, zoals het repareren en vergulden van lijsten en restaurateren van schilderijen. In 1701 ondertekende hij met vijf andere kunstenaars een petitie voor de oprichting van een kunstacademie in Kopenhagen. Het verzoek werd echter niet uitgevoerd. In 1719 moest hij zijn werken veilen en zijn laatste jaren bracht hij door in het Armenhuis van de Gereformeerde Gemeente.
Coning staat bekend om zijn landschappen en portretten. Hij gaf les aan Daniël de Koninck en aan zijn zoon Johan Herman Coning.
- Biografisch Portaal: 18658203
- Digitale Bibliotheek voor de Nederlandse Letteren: koni088
- KulturNav: e54a0f1c-c987-4664-be24-58e00888966b
- RKD-Nederlands Instituut voor Kunstgeschiedenis: 45589
- Union List of Artist Names: 500007528
- Virtual International Authority File: 95726797